# حمود الفيصل المالك الصباح
الشيخ حمود فيصل مالك حمود المحمد السلمان الصباح (1929 - 16 يونيو 1999)؛ هو الابن الثاني والأصغر للشيخ فيصل بن مالك بن حمود الصباح.

## حياته العائلية
حمود متزوج ولديه من الذرية كل من:
- فيصل الحمود - مُحافظ محافظة الفروانية - سفير سابق.
- علي الحمود.
- عبد الله الحمود.
- مالك الحمود.[1]